# Technique du film d'eau
La technique du film d'eau (painting, litt. « peinture ») est une méthode défensive de lutte contre l'incendie en intérieur (milieu clos ou semi-clos).

## Principe
Elle consiste à déposer un film d'eau sur les surfaces (mur et plafond) afin d'empêcher le feu de se propager à ce niveau. Le mouvement de lance est similaire au mouvement que l'on effectue avec un rouleau pour peindre.
Cette technique ne peut intervenir qu'après refroidissement des couches gazeuses par des techniques 3D (impulsion ou par crayonnage).